# Consuetudo quasi altera natura est
 Consuetudo quasi altera natura est лат. (изговор: консуетудо квази алтера натура ест). Навика је као друга природа. (Цицерон)

## Поријекло изреке
Изреку изрекао римски државник и бесједник Цицерон (први вијек п. н. е.).

## Изрека другачије
Consuetudinis magna vis est лат. (изговор: консуетудинис магна вис ест). Велика је снага обичаја (навике)

## Тумачење
Навика има снагу природе. Моћ навике је снажна једнако колико и нека природна, на примјер, физиолошка потреба. Зато  Цицернон сматра навику другом природом.